# Doof Actie Front
Het Doof Actie Front werd opgericht in januari 2004 en bestaat uit een groep geëngageerde dove en horende jongeren, allen Vlaamse Gebarentaligen. De groep heeft de erkenning van de Vlaamse Gebarentaal mee versneld.

## Lobbywerk
In aanloop naar de verkiezingen voor het Vlaams Parlement van 13 juni 2004 heeft het Doof Actie Front, in nauwe samenwerking met Fevlado, de Vlaamse politieke partijen bewust gemaakt van de nood van de erkenning van de Vlaamse Gebarentaal. Dit heeft ertoe geleid dat de vraag naar erkenning werd opgenomen in de verkiezingsprogramma's van de sp.a en de N-VA. Hoewel beide partijen vervolgens in de Vlaamse regering belandden, was de erkenning toch niet in het regeerakkoord terug te vinden.

## Petitie
Aangezien het gerichte lobbywerk niet effectief was gebleken, koos het Doof Actie Front ervoor om gebruik te maken van het petitierecht bij het Vlaams Parlement. Op minder dan vier maanden tijd werden door de ganse Vlaamse Dovengemeenschap 71.330 handtekeningen verzameld en overhandigd aan het parlement. Dit was trouwens met ruime voorsprong de meest succesvolle petitie in de geschiedenis van het Vlaams Parlement.
Deze petitie, samen met de aanwezigheid van de Dove advocate Helga Stevens in het Vlaams Parlement, samen met het taalkundig onderzoek van de Vlaamse taalkundigen die bezig zijn met de Vlaamse Gebarentaal en samen met het jarenlange werk in de Vlaamse Dovengemeenschap, zorgde voor de erkenning van de Vlaamse Gebarentaal op 26 april 2006.